# 주이 (삼국지)
주이(朱異, ? ~ 258년)는 중국 삼국 시대 오의 장수이자 정치가로, 자는 계문(季文)이며, 오군 오현(吳縣) 사람이다.

## 행적
아버지 주환이 고위 관료였기 때문에, 낭(郞)에 서임되었다. 기도위가 되어, 주환의 병사를 대신 거느렸다.
적오 4년(241년), 오나라에서 병사를 크게 일으켜 위나라를 세 방향으로 치고 들어갔을 때, 주연을 따라 위나라의 번성을 공격했고, 여거와 함께 성의 외곽 방어를 깨트렸다. 주연 군은 사마의의 구원군을 보고 달아나다가 대패했으나, 주이는 이 공적으로 돌아와서는 편장군이 되었다.
위나라의 여강태수 문흠이 육안에 주둔하면서 수많은 요새를 구축하고, 오나라 사람들에게 모반·망명을 유도하여 오나라에 피해를 입히고 있었다. 주이는 몸소 수하 2천 명을 거느리고 문흠의 일곱 주둔지를 격파하여 수백 급을 베었고, 이 공적으로 양무장군으로 전임했다.
적오 13년(250년) 10월, 당시 양주자사인 문흠의 투항 밀사를 받아 친히 문흠을 맞이해 달라는 청을 받았다. 그러나 이것이 거짓 투항임을 간파하고 대제 손권에게 아뢨으며, 손권이 받아들여 여거에게 2만 명을 거느리고 주이를 도와 함께 국경에서 문흠을 기다리게 했다. 문흠은 결국 투항하지 않았다.
건흥 원년(252년)에는 진남장군으로 전임했다. 이해 12월, 위나라에서 대제가 죽은 틈을 노리고 군사를 크게 일으켜 세 방향으로 오나라를 쳤으며, 제갈탄과 호준이 그 중 한 방향을 맡아 지난달에 오나라의 태부 제갈각이 쌓은 동흥의 두 성을 함몰하고자 했다. 주이는 이 싸움에서 수군을 거느리고 위나라의 부교를 쳐 무너뜨려 위나라 군사를 크게 무찔렀다.
태평 2년(258년) 6월, 손침의 명령을 받고 호림(虎林)에서 출발하여 하구독 손일을 암습하려 했는데, 무창에 이르렀을 때 손일이 이를 알아채고 위나라로 달아났다. 7월에 하구에 이르렀다. 가절을 받고 전부독(손량전에 따른 것으로, 주환전에서는 대도독)이 되어, 수춘에서 위나라에 반기를 들고 오나라에 도움을 구한 제갈탄을 도와 수춘성의 포위를 풀고자 출진했다. 처음에는 3만 명을 거느리고 안풍성에 주둔하며 이미 성 안으로 들어간 문흠을 후원했으나, 위나라의 연주자사 주태에게 양연(陽淵)에서 저지당해 패퇴했다. 다시 손침의 명령으로 정봉·여비(黎斐) 등과 함께 5만 명을 거느리고 위를 공격하였다. 도륙(都陸)에 치중을 두고, 장군 임도(任度)·장진(張震)에게 용감한 병사 6천을 모아서 부교를 건너 보루를 세우도록 했으나, 감군 석포와 주태의 공격을 받아 깨졌다. 다음에는 공성 무기를 만들어 오목성(五木城)을 쳤으나, 석포·주태에게 또 졌는데다 위나라의 태산태수 호열의 기습을 받아 도륙의 군수 물자가 소실되었다. 주이는 손침에게서 군사 3만을 받아 다시 싸우라는 명령을 받았으나, 식량이 부족해 회군했고, 분노한 대장군 손침에게 9월 초하루에 확리(鑊里)에서 살해당했다. 이때 손침은 주이에게 회견을 요청했다. 주이는 두려움을 품은 육항의 반대를 뿌리치고 의심 없이 손침에게 갔으나, 손침이 다짜고짜 주이를 꿇어앉히고 살해했다. 이를 두고 위나라의 사마소는 “주이가 수춘에 이르지 못한 것은 주이의 죄가 아닌데, 오나라에서 죽였다.”라고 했다.